# ジェームス・ホールデン

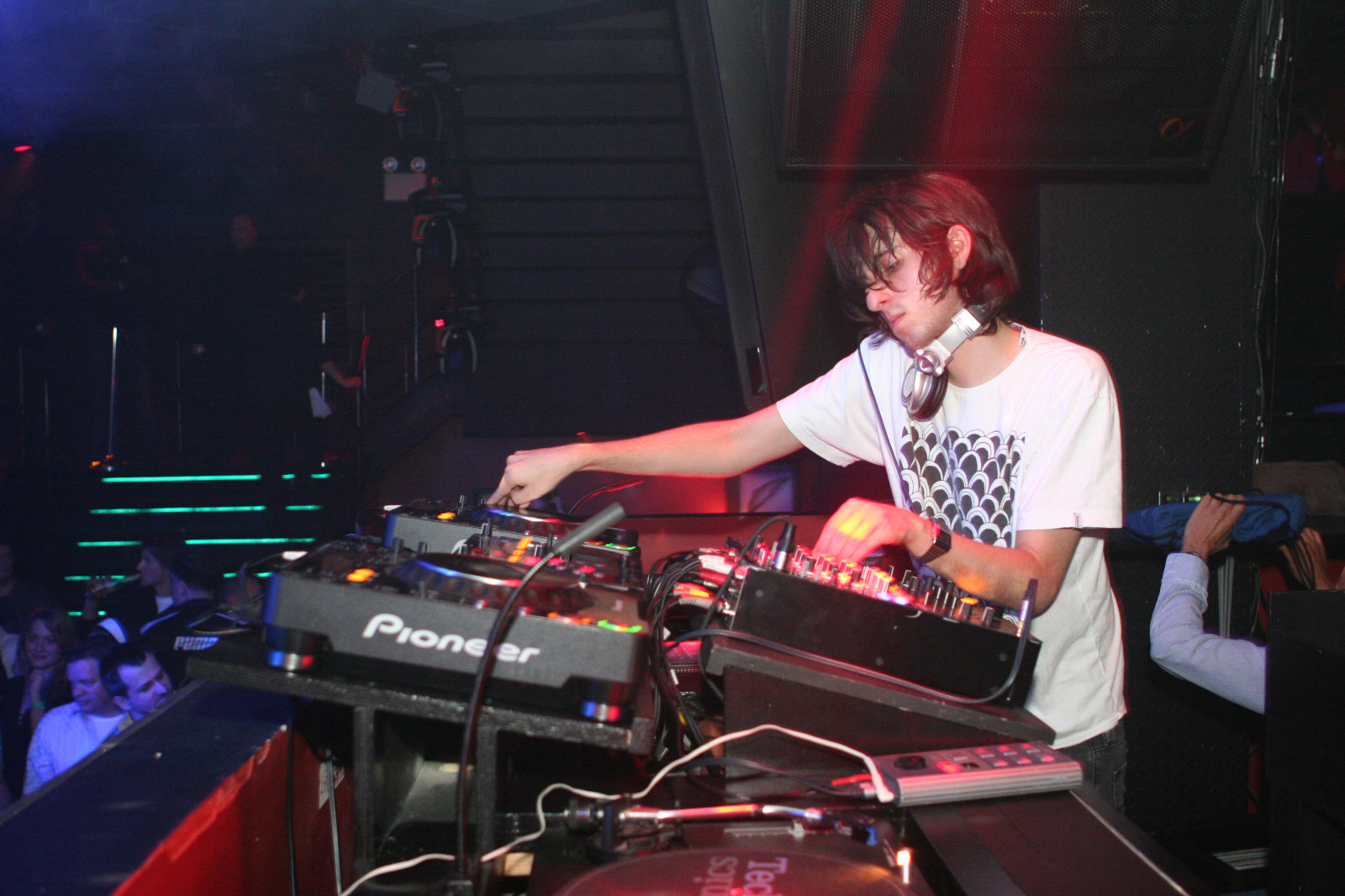
ジェームス・ホールデン

ジェームス・ホールデン (James Holden) はオックスフォード在住のDJ、音楽プロデューサーである。プログレッシブ、アシッドハウス、テクノ、エレクトロなど多岐にわたるジャンル・レスで、個性的なスタイルをもっている。
学生時代から音楽制作活動を開始し、SIlver Planet と契約を開始した。
その後自身のレコードレーベルである Border Community を設立し、ダンスミュージックに新たな時代をもたらした。
大箱至上主義から、質を重視する音楽への転換期を担った人物である。
マドンナやブリトニー・スピアーズ等のミックスも手がけている。

## 楽曲制作
楽曲制作は高価な機材やソフトを並べて行うのではなく、フリーソフトの「Buzz Machines」を主に使用している事を公言している。
近年のスタイルはよりフリーキーさを増しながらも、それだけに傾倒せず、絶妙のセンスをもってギリギリの破綻しないレベルでスタイリッシュに編集された新解釈のハウス・ミュージックと呼べるものとなっている。

## DJプレイ

### 2001年〜2005年初め
HoldenはミックスCD"Balance005"をリリースした。複雑なサウンドが特徴だった。

### 2005年夏～2006年
この頃からのHoldenは、天才的でアクロバティックなプレイをはじめる。曲の持ち味を活かした複雑なサウンドをフロアに送り出す事が特徴的である。

### 2007年冬以降
他のDJや過去の彼自身と比較して、2007年冬以降 Holden のDJプレイは遅めのテンポになってきた。原曲の持ち味を殺さずゆったり音楽を聞かせるのが彼の特徴である。

## パーティーの主催
2007年からはロンドンの人気クラブThe Endでレジデントを務めるなど楽曲制作やDJだけでなく、クラブカルチャー全般を盛り上げようと努力している。

## ディスコグラフィー（一部）

### EP
- holden - the idiots are winning [ border community ]

### シングル
- holden - a break in the clouds [ border community ]

### リミックス
- Madonna - Get Together (James Holden Mix)
- Andre Kraml - "Safari" (James Holden Remix)
- Avus - "Fancy Arse" (James Holden's Sunday Night Remix)
- Black Strobe - "Nazi Trance Fuck Off" (Holden Mix)
- Britney Spears - "Breathe on Me" (Holden Dub)
- Britney Spears - "Breathe on Me" (Holden Vocal Mix)
- Depeche Mode - "The Darkest Star" (James Holden Remix/Dub)
- Kirsty Hawkshaw - "Fine Day" (James Holden Remix)
- Nathan Fake - "The Sky Was Pink" (Holden Mix)
- Nathan Fake - "The Sky Was Pink" (Holden Noise Tool)
- New Order - "Someone Like You" (James Holden Heavy Dub)
- Radiohead - "Reckoner" (James Holden Remix)
- System 7 - "Planet 7" (James Holden Remix)
- Mistress Barbara - "Barcelona" (Holden Bass Tool / Holden Bell Dub)

### "Breath On Me (Holden Dub)"について
HoldenはBritney のミックス依頼を打診された時、マジョリティーに属する楽曲のため受けるかどうか悩んでいた。しかし「"Breath On Me"がBritneyの曲の中では良いほうだ」、「Britneyのアカペラを自分のコンピューターで好きなようにエディットできる機会なんて無い」、「彼女の曲だったら自分の母や彼女、妹でも知っている」という事で、結局は依頼を受けることにしたという。しかし Britney のプロデューサーがあまりにも壊れたミックスに憤慨し、"Breath On Me (Holden Dub)" はメジャーリリースされなかった。尚、Holden 自身は ageHa をはじめとしたクラブでこの曲をDJプレイしている。

### ミックスCD
- Fear Of Silver Planet [Silver Planet]
- Balance 005 - James Holden [EQ (Gray)]
- At The Controls [Resist]

## James Holdenが日本でDJプレイをしたクラブ
- 2001年
  - 東京 code
  - 横浜 fire
- 2005年
  - 東京 ageHa
  - 大阪 TRIANGLE

- 2006年
  - 札幌 precious hall
  - 東京 WOMB